# Justin Mensah-Coker
Pas d'image ? Cliquez ici

a Compétitions nationales et continentales officielles uniquement.

b Matchs officiels uniquement.
Dernière mise à jour le 27 février 2024.
Justin Tyler Mensah-Coker, né le 18 novembre 1983 à Vancouver (Canada), est un joueur de rugby à XV canadien d'origine ghanéenne. Il joue en équipe du Canada et évolue au poste d'ailier (1,96 m pour 106 kg).

## Carrière

### En équipe nationale
Il a honoré sa première cape internationale en équipe du Canada le 7 juin 2006 contre l'équipe d'Écosse A.

## Palmarès
- 26 sélections en équipe du Canada entre 2006 et 2011
- 7 essais (35 points)
- Sélections par année : 7 en 2006, 5 en 2007, 4 en 2008, 5 en 2009, 4 en 2010, 1 en 2011

En coupe du monde :
- 2007 : 2 sélections (Japon, Australie)